# Кнонау
Кнонау (нім. Knonau) — громада  в Швейцарії в кантоні Цюрих, округ Аффольтерн.

## Географія
Громада розташована на відстані близько 85 км на схід від Берна, 18 км на південь від Цюриха. Кнонау має площу 6,5 км², з яких на 18% дозволяється будівництво (житлове та будівництво доріг), 62,2% використовуються в сільськогосподарських цілях, 17,1% зайнято лісами, 2,6% не є продуктивними (річки, льодовики або гори).

## Демографія
2019 року в громаді мешкало 2378 осіб (+32,1% порівняно з 2010 роком), іноземців було 18,3%. Густота населення становила 368 осіб/км². За віковим діапазоном населення розподілялося таким чином: 24,3% — особи молодші 20 років, 61% — особи у віці 20—64 років, 14,7% — особи у віці 65 років та старші. Було 927 помешкань (у середньому 2,6 особи в помешканні). Із загальної кількості 566 справний 55 було зайнятих в первинному секторі, 108 — в обробній промисловості, 403 — в галузі послуг.